# Victor Riquetti

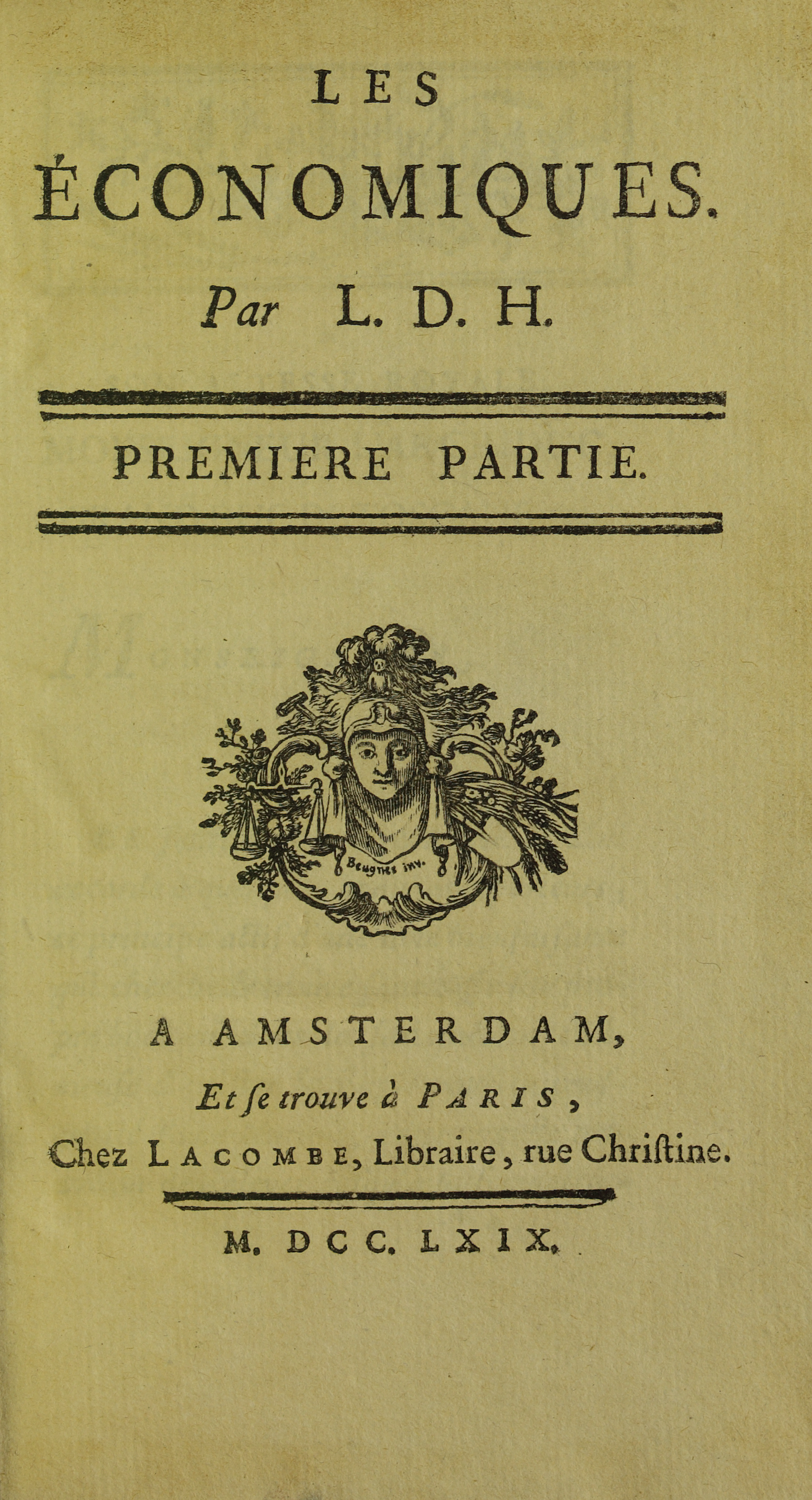
Economiques, 1769

Victor Riquetti, marqués de Mirabeau (Pertuis, 5 de octubre de 1715 - Argenteuil, 13 de julio de 1789) era un economista francés, que fue discípulo de François Quesnay.
Mirabeau fue uno de los primeros fisiócratas. Sus obras principales fueron "El amigo de los hombres, o Tratado de la población", en 1756, "Teoría del impuesto" (que le llevaría a la cárcel) y "Cartas acerca de los trabajos pesados" (ambas de 1760). En 1765 logró un cierto reconocimiento cuando abrió su Salón en París, desde donde difundió por Francia las ideas fisiocráticas.
No confundir con su hijo, Honoré Gabriel Riquetti, titulado conde de Mirabeau, importante personalidad en la Revolución francesa.